# Dimocarpus australianus
Dimocarpus australianus är en kinesträdsväxtart som beskrevs av Leenhouts. Dimocarpus australianus ingår i släktet Dimocarpus och familjen kinesträdsväxter. Inga underarter finns listade i Catalogue of Life.